# Kunstareal

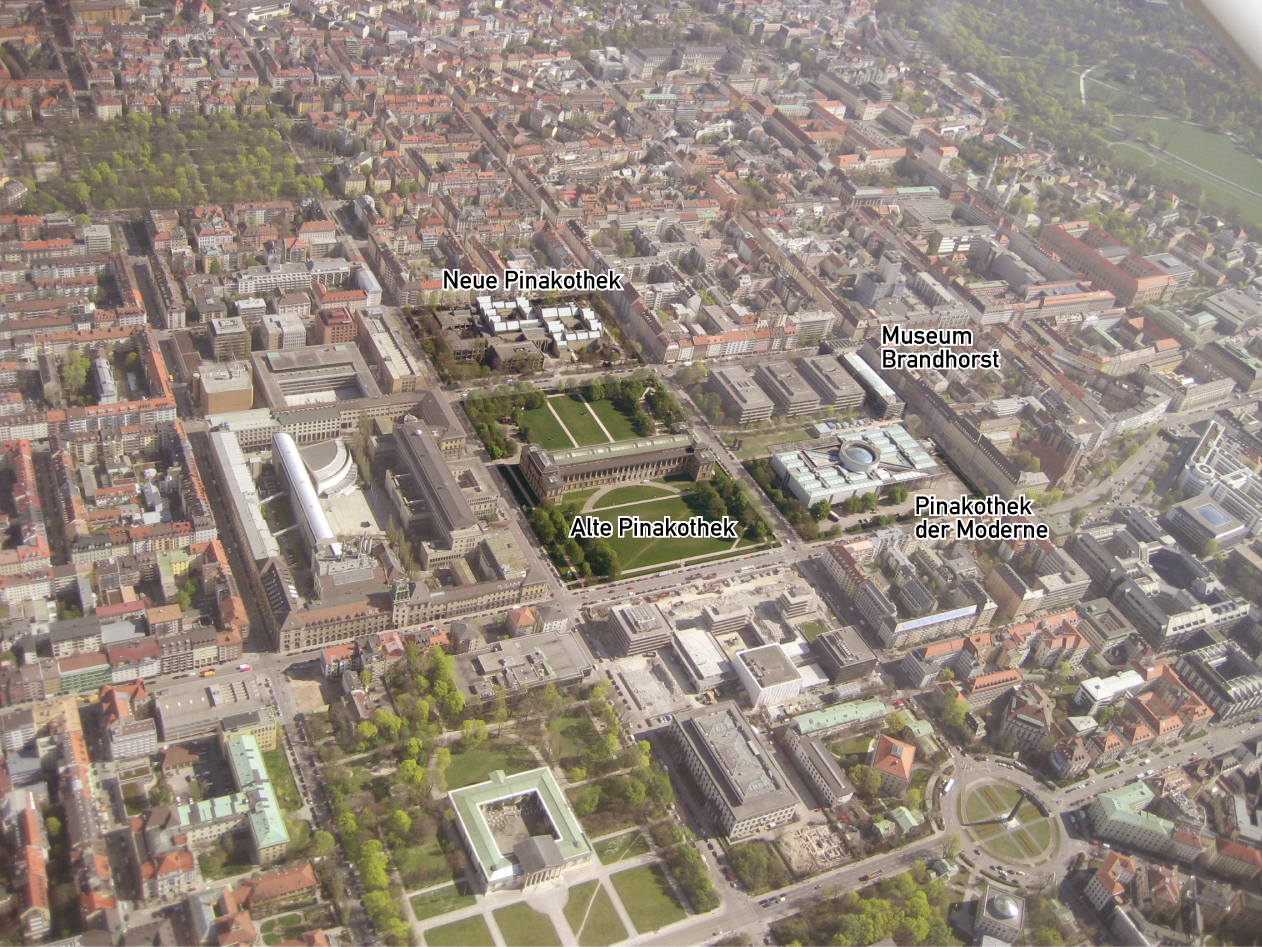
Vue aérienne de la Kunstareal

La Kunstareal est un quartier situé à Maxvorstadt, un secteur du centre de Munich. Il est réputé pour accueillir une importante partie des musées de la ville, ainsi qu'un campus universitaire.

## Musées
- La Alte Pinakothek (Peinture européenne du XIIIe siècle jusqu'au XVIIIe siècle), ouverte en 1836 ;
- la Neue Pinakothek (Peinture et sculpture européennes des XVIIIe et XIXe siècles) ;
- la Pinakothek der Moderne (Peinture, sculpture et photographie internationales des XXe et XXIe siècles ; collections d'arts graphiques, de design et d'architecture) ;
- la glyptothèque de Munich (Sculptures grecques, romaines et étrusques) ;
- la Staatliche Antikensammlungen (Céramiques grecques, romaines et étrusques, orfèvreries) ;
- le musée Brandhorst (Collections privées de peinture moderne) ;
- la Städtische Galerie im Lenbachhaus (Peintures munichoise, du Cavalier bleu, de la Nouvelle Objectivité ; peinture et sculpture internationales des XXe et XXIe siècles) ;
- la Staatliche Graphische Sammlung (Arts graphiques internationaux de la Renaissance à nos jours) ;
- le musée national d'art égyptien de Munich (Collections de l'Égypte antique, mais aussi d'Assyrie, ainsi qu'un lion de la Porte d'Ishtar de Babylone), ouverte en 2008 ;
- le palais Dürckheim, accueillant des expositions temporaires thématiques ;
- le centre de documentation sur l'histoire du national-socialisme, ouvert en 2015.
- le musée d'art urbain et contemporain (MUCA), sur l'art urbain et le street art, ouvert en 2016.

## Éducation
- Le campus sud de l'Université technique de Munich ;
- La HFF, haute-école de télévision et de cinéma.